# الولائم والمعارك
الولائم والمعارك عمل تاريخي فارسي ألفه عزيز بن أردشير أسترابادي عن حياة وخلفية وعلاقات القاضي برهان الدين، وهو حاكم في شمال شرق الأناضول. وقد كلف برهان الدين نفسه عزيز بن أرجشير بتأليفه. اكتمل المجلد الأول والوحيد في عام 1398.

## فهرس
- يزكي, طهسين (1995). "عزيز بن أردشير أسترابادي". دائرة المعارف الإسلامية التركية، المجلد 11 (Elbi̇stan – Eymi̇r) (بالتركية). إسطنبول: رئاسة الشؤون الدينية التركية، مركز الدراسات الإسلامية. p. 438. ISBN:978-975-389-438-8.